# Лашкаргах
Лашкарґа́х (пушту لښکرګاه, дарі لشکرگاه Laškargāh — військовий табір), — місто на півдні Афганістану, столиця провінції Гільменд.
Адміністративним центром провінції став у другій половині XX століття. До цього столицею Гільменду було місто Бост, яке розташоване в декількох кілометрах від Лашкаргаха на перетині річок Гільменд та Аргандаб. Сам населений пункт Бост виник поруч з фортецею Кала-Бост (буквальний переклад з пушту — «фортеця з аркою». Фортеця була споруджена в давнину для контролю за караванним шляхом і переправою, яка колись існувала в місці злиття річок Гільменд і Аргандаб. Фортеця зовні збереглася погано і виглядає як великий опливший пагорб. Поруч з нею знаходиться стародавня арка, яка відреставрована і входить до переліку об'єктів, що охороняються ЮНЕСКО.
Місто Лашкаргах дуже сухе й пустельне, однак землеробство процвітає біля річок Гільменд та Аргандаб. Більшість населення — пуштуни (близько 60 %), також в місті багато таджиків.
«Лашкар Гах» означає «військовий табір» мовами пушту таі дарі. Населений пункт з'явився в районі межиріччя кількасот років тому як місце для зупинки солдатів, що супроводжували знать Газневідської держави. Руїни газневідських особняків досі стоять уздовж річки Гільменд. Передбачається, що колишня столиця Гільменду — місто Бост значно древніше.
Сучасний Лашкаргах був побудований як штаб для американських інженерів, що працювали над проектом зрошення долини річки Гільменд в 1950 році. Місто було побудоване за американським планом з просторими вулицями та цегляними будинками.
Проект зрошення долини Гільменду в 1940 — 70 рр. утворив одну з найбільших сільськогосподарських зон в південному Афганістані, відкривши багато гектарів пустелі для проживання.

## Клімат
Місто знаходиться у зоні, котра характеризується кліматом тропічних пустель. Найтепліший місяць — липень із середньою температурою 32.5 °C (90.5 °F). Найхолодніший місяць — січень, із середньою температурою 7.2 °С (45 °F).
| Клімат Лашкаргаха       | Клімат Лашкаргаха | Клімат Лашкаргаха | Клімат Лашкаргаха | Клімат Лашкаргаха | Клімат Лашкаргаха | Клімат Лашкаргаха | Клімат Лашкаргаха | Клімат Лашкаргаха | Клімат Лашкаргаха | Клімат Лашкаргаха | Клімат Лашкаргаха | Клімат Лашкаргаха | Клімат Лашкаргаха |
| Показник                | Січ.              | Лют.              | Бер.              | Квіт.             | Трав.             | Черв.             | Лип.              | Серп.             | Вер.              | Жовт.             | Лист.             | Груд.             | Рік               |
| Середня температура, °C | 7,2               | 9,9               | 15,6              | 21,6              | 26,6              | 31                | 32,5              | 30                | 24,8              | 19,2              | 12,7              | 8,7               | 20                |
| Норма опадів, мм        | 28.2              | 28.9              | 30.5              | 9                 | 2.4               | 0                 | 0.3               | 0.1               | 0                 | 2                 | 4.1               | 15.4              | 120.9             |
| Днів з опадами          | 5                 | 4,2               | 4,3               | 3,1               | 0,2               | 0                 | 0                 | 0                 | 0                 | 0,1               | 1,1               | 3                 | 21                |
| Вологість повітря, %    | 61.5              | 59.6              | 50.9              | 43.1              | 33.8              | 25.8              | 27.6              | 28.5              | 28.6              | 34.6              | 47.8              | 54.7              | 41.4              |
| ----------------------- | ----------------- | ----------------- | ----------------- | ----------------- | ----------------- | ----------------- | ----------------- | ----------------- | ----------------- | ----------------- | ----------------- | ----------------- | ----------------- |
| Джерело: Weatherbase    |                   |                   |                   |                   |                   |                   |                   |                   |                   |                   |                   |                   |                   |